# Арзні
Арзні́ — село в марзі (області) Котайк, Вірменія. Розташоване за 5 км від залізничної станції Елар. Бальнеологічний курорт, має вуглекислі хлоридно-гідрокарбонатно-натрійові води. Клімат Арзні помірно теплий. За підрахунками на 2008 рік у Арзні мешкає 2281 чоловік. На 1959 р. нараховувалось 3,2 тис. чол., за переписом 1989 р. — 5,4 тис. чол., за переписом 2001 р. — 2515.